# 洛茲納鄉 (瑟拉日縣)

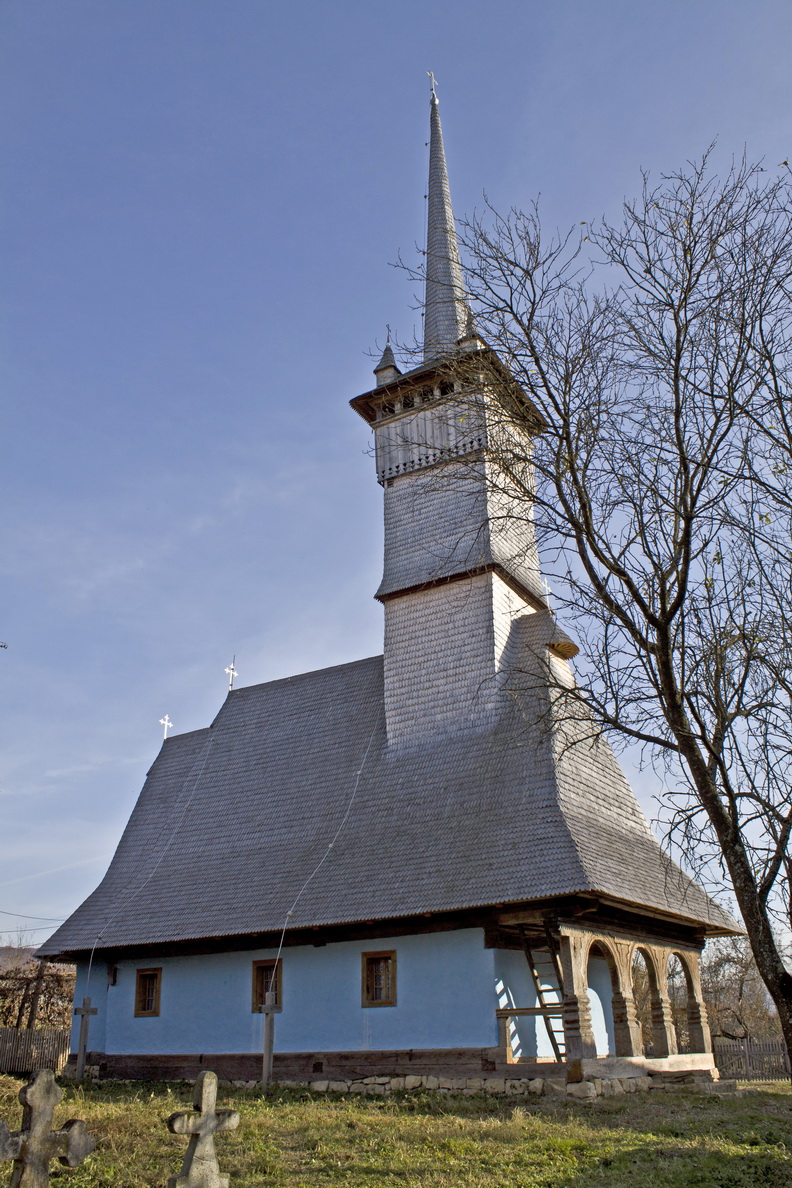

47°19′14″N 23°28′02″E / 47.3206°N 23.4672°E
洛茲納鄉（羅馬尼亞語：Comuna Lozna, Sălaj），是羅馬尼亞的鄉份，位於該國西北部，由瑟拉日縣負責管轄，面積61平方公里，海拔高度204米，2007年人口1,060，人口密度每平方公里17人。